# Präsidentschafts- und Parlamentswahl in Ghana 2024
Die Präsidentschafts- und Parlamentswahl in Ghana 2024 fand am 7. Dezember 2024 statt. Der Oppositionskandidat und ehemalige Präsident John Dramani Mahama vom National Democratic Congress gewann die Präsidentschaftswahl mit 56,5 Prozent der Stimmen nach Auszählung von 267 der 276 Wahlkreise. Mahamudu Bawumia, Kandidat der regierenden New Patriotic Party, räumte am 8. Dezember seine Wahlniederlage ein.

## Hintergrund
Seit der Rückkehr zur Mehrparteiendemokratie im Jahr 1992 gehörten die ghanaischen Präsidenten entweder der New Patriotic Party (NPP) oder dem National Democratic Congress (NDC) an. Der amtierende Präsident Nana Akufo-Addo ist Mitglied der liberal-konservativen NPP. Er wurde 2016 mit einem Stimmanteil von 53,7 % gewählt und 2020 mit 51,3 % wiedergewählt. Da für den Präsidenten Ghanas maximal zwei Amtszeiten möglich sind, trat Akufo-Addo nicht erneut an. Kandidat der NPP war stattdessen Mahamudu Bawumia, der unter Akufo-Addo als Vizepräsident amtierte. Aussichtsreicher Gegenkandidat war John Dramani Mahama vom sozialdemokratischen NDC, der bereits von Juli 2012 bis Januar 2017 Präsident Ghanas war. Anderen Kandidaten wurde keine realistische Chance eingeräumt. Im ausgehenden Parlament waren sowohl die NPP als auch die NDC mit jeweils 137 von 275 Sitzen vertreten. Ein parteiunabhängiger Abgeordneter stimmte größtenteils auf Linie der regierenden NPP.
Auf dem Demokratieindex der britischen Zeitschrift The Economist von 2023 wird Ghana mit 6,3 von 10 Punkten als „unvollständige Demokratie“ eingeordnet. Der Demokratieindex von Freedom House für 2023 stuft Ghana mit 80 von 100 Punkten als „frei“ ein. Das westafrikanische Land gilt durch die vergangenen, geordneten Regierungswechsel als „Leuchtturm der Demokratie“ in einer zunehmend instabilen Region. Wirtschaftlich befindet es sich jedoch durch hohe Inflation, Staatsverschuldung und Arbeitslosigkeit in einer Krise.

## Wahlsystem
Die bei der Parlamentswahl antretenden Kandidaten müssen mindestens 21 Jahre alt sein und die ghanaische Staatsbürgerschaft aufweisen. Zudem müssen sie in ihrem Wahlkreis wohnhaft sein oder mindestens fünf der letzten zehn Jahre dort gewohnt haben. In jedem Wahlkreis gewinnt bei der Parlamentswahl jeweils direkt der Kandidat mit den meisten Stimmen. Bei der Präsidentschaftswahl kommt es dagegen zur Stichwahl zwischen den beiden Kandidaten mit den meisten Stimmen, wenn keiner mehr als 50 Prozent der Stimmen auf sich vereinen konnte.
Wahlberechtigt sind alle ghanaischen Staatsbürger, die mindestens 18 Jahre alt sind, mit Ausnahme von als unzurechnungsfähig erklärten Personen. Fast 18,8 Millionen Ghanaer sind als Wähler registriert. Sie müssen sich am Wahltag mit ihrem Wählerausweis in das ihnen jeweils zugewiesene der 40.648 Wahllokale im Land begeben. Dort werden ihre Fingerabdrücke elektronisch überprüft und ihnen anschließend die beiden Stimmzettel ausgehändigt. Das biometrische System wurde erstmals bei der Parlamentswahl 2012 eingesetzt. Um eine zweite Stimmabgabe zu verhindern, wird der kleine Finger der Wähler mit Tinte markiert.
Einige Tage früher, am 2. Dezember, konnten Personen im öffentlichen Dienst, aus dem Sicherheitssektor und den Medien, die am offiziellen Wahltag eingebunden sind, in 328 speziellen Wahllokalen wählen.

## Präsidentschaftskandidaten
Die Wahlkommission veröffentlichte am 20. September die Liste mit den 13 zugelassenen Präsidentschaftskandidaten mit folgender Reihenfolge für die Stimmzettel:
|    | Kandidat                        | Partei                           |
| -- | ------------------------------- | -------------------------------- |
| 1  | Mahamudu Bawumia                | New Patriotic Party              |
| 2  | Daniel Augustus Lartey          | Great Consolidated Popular Party |
| 3  | Akua Donkor                     | Ghana Freedom Party              |
| 4  | Christian Kwabena Andrews       | Ghana Union Movement             |
| 5  | Kofi Akpaloo                    | Liberal Party of Ghana           |
| 6  | Mohammed Frimpong               | National Democratic Party        |
| 7  | Nana Akosua Frimpomaa Kumankuma | Convention People's Party        |
| 8  | John Dramani Mahama             | National Democratic Congress     |
| 9  | Hassan Ayariga                  | All People's Congress            |
| 10 | Kofi Koranteng                  | unabhängig                       |
| 11 | George Twum-Barima-Adu          | unabhängig                       |
| 12 | Nana Kwame Bediako              | unabhängig                       |
| 13 | Alan John Kwadwo Kyeremateng    | unabhängig                       |

Die Präsidentschaftskandidatin Akua Donkor der Ghana Freedom Party verstarb nach plötzlicher Erkrankung am 28. Oktober 2024. Nach dem Wahlrecht bleiben einer Partei in so einem Fall zehn Tage, um einen neuen Kandidaten zu nominieren. Die von Donkor gegründete Partei nominierte Philip Kwabena Agyemang, zuvor bereits Running Mate Donkors für die Präsidentschaftswahl, zu ihrem neuen Kandidaten. Die Nationale Wahlkommission disqualifizierte ihn jedoch wegen Irregularitäten in der eingereichten Nominierung und nicht erfüllten Anforderungen. Aus Zeitgründen und zur Kostenersparnis wurden die Stimmzettel unverändert mit der verstorbenen Kandidatin Donkor aufgelistet belassen. Die Vorsitzende der Wahlkommission Jean Mensa kündigte eine Kampagne an, die die Öffentlichkeit aufklären sollte nicht für Donkor zu wählen.

### Mahamudu Bawumia
Bawumi ist der amtierende Vizepräsident unter Präsident Nana Akufo-Addo und Kandidat der New Patriotic Party. Er wäre der erste muslimische Präsident im überwiegend christlichen Ghana (ca. 71 %). Zudem kommt er ungewöhnlich für seine Partei aus dem Norden des Landes. Als Wirtschaftswissenschaftler und Banker werden Wirtschaftsthemen einerseits als eine seiner Kompetenzen angesehen, andererseits wird er als Vizepräsident der amtierenden Regierung mit deren wirtschaftlich schlechter Performance in Verbindung gebracht.

### John Dramani Mahama
Mahama war bereits von Juli 2012 bis Januar 2017 Präsident Ghanas. Als Kandidat der führenden Oppositionspartei National Democratic Congress strebte er eine zweite Amtszeit an. Bei den Präsidentschaftswahlen in den Jahren 2016 (Stimmanteil 44,5 %) und 2020 (Stimmanteil 47,4 %) kandidierte er jeweils erfolglos. Auch Mahama stammt aus dem Norden des Landes.

## Wahlkampfthemen
Das wichtigste Wahlkampfthema war die wirtschaftliche Lage im Land. Ende 2022 lag die jährliche Inflation bei einem Höchststand von 54 %. Anfang Dezember 2024 lag sie laut dem Ghana Statistical Service bei immer noch hohen 23 %. Die öffentliche Schuldenquote Ghanas stieg bis Ende 2022 auf über 80 % des BIP, sodass im Dezember offiziell die Zahlungsunfähigkeit verkündigt wurde. Ein vom Internationalen Währungsfonds (IWF) bewilligtes Rettungspaket in Höhe von 3 Milliarden US-Dollar wurde im Mai 2023 mit Reformen unter anderem der Steuerpolitik verknüpft. Durch die gestiegenen Lebenserhaltungskosten im Land stieg die Zahl der in Armut Lebenden und die Arbeitslosigkeit insbesondere unter jungen Menschen. Nach Angaben des Ghana Statistical Service waren Ende 2023 mehr als 1,3 Millionen Menschen zwischen 15 und 35 Jahren arbeitslos. Die NDC kritisierte die schlechte Performance der regierenden NPP.
Ein weiteres wichtiges Thema waren darüber hinaus Umweltschäden durch illegalen Goldabbau, der unter dem Begriff „Galamsey“ bekannt ist. Gold ist das wichtigste Exportgut Ghanas. Das Land ist Afrikas größter Goldexporteur und der sechstgrößte der Welt. Vor allem illegaler Kleinstabbau führt jedoch zu großen Umweltproblemen (vgl. Bergbau in Ghana: Galamsey Mining), da gerade bei diesem gefährliche Chemikalien in Flüsse geraten. Die illegalen Aktivitäten nahmen durch die wirtschaftliche Krise weiter zu und im Vorfeld der Wahl fanden zahlreiche Demonstrationen gegen diese statt.
Ein Wahlkampfthema war zudem die Sicherheit im Norden des Landes. Um diese zu gewährleisten, kündigte die NPP die Schaffung neuer Militärbasen und die Einstellung zusätzlicher Sicherheitskräfte an. Die NDC verwies unter anderem auf die Bedeutung von sozialen Sicherheitsnetzen, um zu verhindern, dass Rekrutierungen durch Extremisten Erfolg haben.
Der Kandidat der NPP Bawumia versprach wiederholt bei seiner Wahl ein vom Parlament im Februar verabschiedetes Anti-LGBT-Gesetz zu unterzeichnen (vgl. Homosexualität in Ghana), während Mahama sich nicht explizit zu einer Unterzeichnung des Gesetzesentwurfs äußerte, jedoch ebenfalls eine Verschärfung von Strafen guthieß. Am 18. Dezember entschied der Oberste Gerichtshof zur Verfassungsmäßigkeit des Gesetzesentwurfs und lehnte beide Einsprüche gegen das umstrittene Gesetz ab.

## Umfragen
In einer Anfang 2024 durchgeführten Umfrage des Meinungsforschungsinstituts Afrobarometer befanden 82 % der Ghanaer, dass sich ihr Land in die falsche Richtung entwickelt.
Umfragen von Economist Intelligence Unit (EIU) aus dem Vereinigten Königreich prognostizierten im November 2023 Oppositionskandidat Mahama als Gewinner. Umfragen von Global InfoAnalytics in Ghana aus März und September 2024 sahen den ehemaligen Präsidenten Mahama deutlich vorne und bei knapp über 50 % der Stimmen. Fitch Solutions aus dem Vereinigten Königreich gab im Juli an, dass 54 % von Befragten Mahama vorziehen würden. Outcomes International sagte anhand zwischen 15. August und 15. September durchgeführten Umfragen ein Kopf-an-Kopf-Rennen voraus, wobei Bawumia mit insgesamt 49,4 % der Stimmen in 11 von 16 Regionen führe, während Mahama mit 45,1 % in fünf Regionen vorne läge.
| Umfrageinstitut | Veröffentlichungsdatum | Umfragezeitraum | Mahama               | Bawumia         | Kyeremateng       | Bediako | Andere | Fehlerquote | Anzahl Befragter | Vorsprung |        |       |       |       |         |      |        |
| --------------- | ---------------------- | --------------- | -------------------- | --------------- | ----------------- | ------- | ------ | ----------- | ---------------- | --------- | ------ | ----- | ----- | ----- | ------- | ---- | ------ |
| Umfrageinstitut | Veröffentlichungsdatum | Umfragezeitraum | Global InfoAnalytics | 8. April 2024   | 22.–30. März      | 54,3 %  | Andere | Fehlerquote | Anzahl Befragter | Vorsprung | 34,9 % | 7,5 % | 2,3 % | 1 %   | ±1,66 % | 6128 | 19,4 % |
| Umfrageinstitut | Veröffentlichungsdatum | Umfragezeitraum | Global InfoAnalytics | 1. Oktober 2024 | 20.–28. September | 51,1 %  | Andere | Fehlerquote | Anzahl Befragter | Vorsprung | 37,3 % | 4,1 % | 6,2 % | 1,3 % | ±1,49 % | 8206 | 13,8 % |

## Wahlablauf

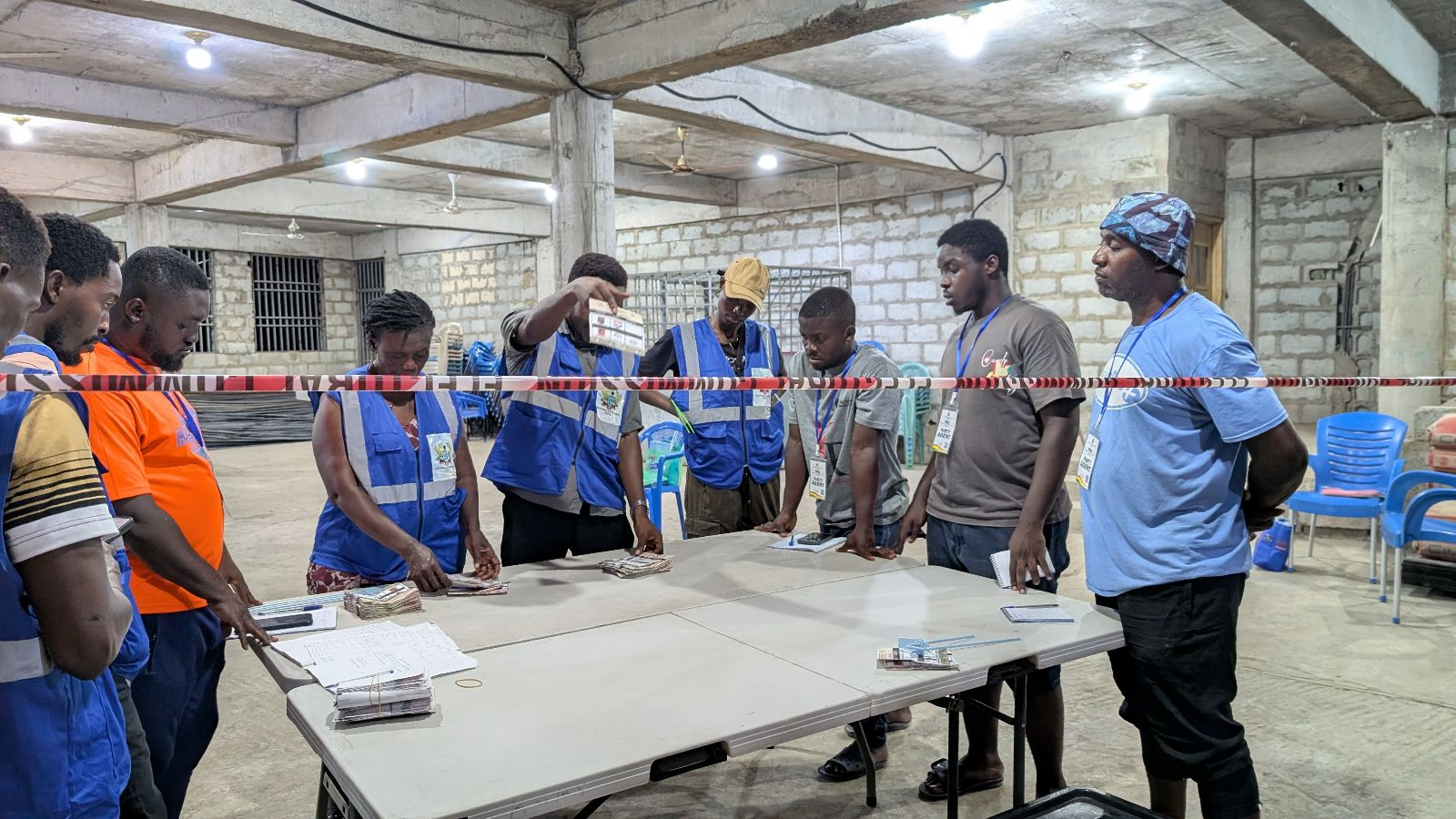
Wahlhelfer im Korle Klottey Municipal District bei der Stimmauszählung

Die Wahlen liefen weitestgehend friedlich ab. An einem Wahllokal im Ort Nyankpala in der Northern Region kam es zu einer Schießerei, bei der ein Mann erschossen und ein weiterer verwundet wurde. Vier Personen wurden in der Folge verhaftet. Nach Angaben der Polizei hatte ein der Opposition zugehörender, lokaler Abgeordnetenkandidat versucht, eine Beschwerde einzulegen, sei jedoch von Anhängern der Regierungspartei daran gehindert worden. Die Wahllokale schlossen in Ghana um 17:00 Uhr GMT. Grenzübergänge wurden bis zum Abend des Folgetages geschlossen. Vor Bekanntgabe der endgültigen Ergebnisse räumte Vizepräsident Bawumia am 8. Dezember seine Niederlage bei der Präsidentschaftswahl gegen Mahama ein und gratulierte diesem telefonisch. Am 9. Dezember 2024 wurden in einer Pressekonferenz durch die Vorsitzende der Wahlkommission Jean Mensa die vorläufigen Ergebnisse der Präsidentschaftswahl nach Auszählung von 267 der 276 Wahlkreise bekannt gegeben.

## Wahlergebnis

### Präsidentschaftswahl
John Dramani Mahama gewann die Wahl im ersten Durchgang. Mahama gewann gegenüber dem anderen führenden Kandidaten Bawumia mit über 1,6 Millionen Stimmen Vorsprung, mit 267 ausgezählten Wahlkreisen von 276. Die fehlenden Wahlkreise haben zusammengenommen 947.116 registrierte Wähler.
| Kandidaten                                           | Kandidaten                | Parteien                         | Stimmen    | %    |
| ---------------------------------------------------- | ------------------------- | -------------------------------- | ---------- | ---- |
|                                                      | John Dramani Mahama       | National Democratic Congress     | 6.328.397  | 56,5 |
|                                                      | Mahamudu Bawumia          | New Patriotic Party              | 4.657.304  | 41,6 |
|                                                      | Nana Kwame Bediako        | unabhängig                       | 84.478     | 0,8  |
|                                                      | Alan Kyeremanteng         | unabhängig                       | 31.202     | 0,3  |
|                                                      | Nana Akosua Frimpomaa     | Convention People’s Party        | 23.397     | 0,2  |
|                                                      | Christian Kwabena Andrews | Ghana Union Movement             | 16.461     | 0,1  |
|                                                      | Daniel Augustus Lartey    | Great Consolidated Popular Party | 16.673     | 0,1  |
|                                                      | Hassan Abdulai Ayariga    | All People’s Congress            | 17.461     | 0,2  |
|                                                      | Kofi Akpaloo              | Liberal Party of Ghana           | 5.219      | 0,0  |
|                                                      | Mohammed Frimpong         | National Democratic Party        | 4.413      | 0,0  |
|                                                      | George Twum Barima        | unabhängig                       | 3.091      | 0,0  |
|                                                      | Kofi Koranteng            | unabhängig                       | 3.320      | 0,0  |
|                                                      | Akua Donkor †             | Ghana Freedom Party              | –          | –    |
| Gesamt                                               | Gesamt                    | Gesamt                           | 11.191.422 | 100  |
|                                                      |                           |                                  |            |      |
| Ungültige Stimmen                                    | Ungültige Stimmen         | Ungültige Stimmen                | 239.109    | 2,1  |
| Wähler                                               | Wähler                    | Wähler                           | 11.430.531 | 60,9 |
| Wahlberechtigte                                      | Wahlberechtigte           | Wahlberechtigte                  | 18.774.159 |      |
|                                                      |                           |                                  |            |      |
| Quelle: pulse.com.gh (Stand 267 von 276 Wahlkreisen) |                           |                                  |            |      |

### Parlamentswahl

#### Stimmanteile
Für die Parlamentswahl werden Kandidaten in 275 Wahlkreisen gewählt.
| Listen               | Listen                       | Stimmen | %   | Mandate |
| -------------------- | ---------------------------- | ------- | --- | ------- |
|                      | National Democratic Congress | –       | –   | 188     |
| Gesamt               | Gesamt                       | 0       | 100 | 270     |
|                      |                              |         |     |         |
| Quelle: ghanaweb.com |                              |         |     |         |

#### Mandate
Folgende Kandidaten der verschiedenen Parteien zogen in den jeweils im Klammern angegebenen Wahlkreisen ins Parlament ein (bis zur Stimmauszählung aller Wahlkreise unvollständig):
- National Democratic Congress (NDC)

- Godwin Animli Dorgbadzidorani (Adansi-asokwa)
- Emmanuel Jackson Agumah (Afigya Kwabre North)
- Yakubu Mohammed (Ahafo Ano South East)
- Samuel Acheampong Asamoah (Asante-akim North)
- Adams Abdul Salam (New Edubease)
- Asare Bediako Vincent (Offinso South)
- Sawyer Queenstar Pokuah (Agona East)
- Ernestina Ofori Dangbey (Agona West)
- Cassiel Ato Baah Forson (Ajumako-enyan-essiam)
- Alhassan Kobina Ghanasah (Asikuma-odoben-brakwa)
- Nurien Shaibu Migyimah (Assin Central)
- James Gyakye Quayson (Assin North)
- Kwamena Minta Nyarku (Cape Coast North)
- George Kweku Ricketts-Hagan (Cape Coast South)
- Ebenezer Prince Arhin (Mfantseman)
- Ekow Othniel Kwaice (Ekumfi)
- Lawrencia Dziwornu (Akwapim South)
- Henry Yiadom Boakye (Akwatia)
- Ebenezer Okletey Terlabi (Lower Manya)
- Nyarko Bismark Tetteh (Upper Manya)
- Kweku Addo (Ablekuma West)
- Mohammed Adamu Ramadan (Adenta)
- Abdul Rauf Tongym Tubazu (Ayawaso Central)
- Rita Naa Odoley Sowah (Dade Kotopon)
- Joseph Akuerteh Tettey (Kpone-katamanso)
- Benjamin Narteh Ayiku (Ledzokuku)
- Felix Akwetey Okle (Ngleshie Amanfrom)
- Alfred Nii Kotei Ashie (Odododiodoo)
- Theresa Awuni Awuni (Okaikwei North)
- Hamza Adam (Kumbungu)
- Abdul-Fatawu Alhassan (Yendi)
- Adongo Isaac (Bolgatanga Central)
- Nikeyma Billa Alamzy (Chiana-paga)
- Mark Kurt Nawaane (Nabdam)
- Simon Akibange Aworigo (Navrongo Central)
- Titus Kofi Beyuo (Lambussie)
- Dorcas Toffey (Jomoro)
- Bentil Godfred Henry (Mpohor)
- Nyameke Blay Armah (Sekondi)
- Richard Kuuire (Nandom)
- Addul Rashid Hassan Pelpuo (Wa Central)
- Kwame Dzudzorli Gakpey (Keta)
- Joycelyn Tetteh (North Dayi)
- Samuel Okudzeto Ablakwa (North Tongu)
- Eric Afful (Amenfi West)
- Emmanuel Kwaku Boam (Pru East)
- Amelia Arthur (Shama)
- Issah Salifu Taylor (Tarkwa-nsuaem)
- Isaac Adjei Mensah (Wassa East)
- John Oti Bless (Nkwanta North)
- Sanja Nanja (Atebubu-amantin)
- Joseph Kwasi Mensah (Nkoranza North)
- Dominic Napare (Sene East)
- Emmanuel K. Ntekuni (Pru West)
- Emmanuel Kojo Agyekum (Nkoranza South)
- Kwame Twumasi Ampofo (Sene West)
- Eric Opoku (Asunafo South)
- Charles Asiedu (Tano South)
- Ahmed Ibrahim (Banda Ahenkro)
- Simon Ampaabeng Kyeremeh (Berekum East)
- Shaibu Mahama (Daboya-mankarigu)
- Zuwera Mohammed Ibrahimah (Salaga South)
- Agbenyo Fred Kwesi (Guan)
- Felicia Adjei (Kintampo South)
- Haruna Seidu (Wenchi)
- John Abdulai Jinapor (Yapei-kusawgu)
- Vincent Oppong Asamoah (Dormaa West)
- Sampson Ahi (Bodi)
- Oscar Ofori Larbi (Aowin)
- Alhassan Sulemana (Yunyoo)
- Richard Acheampong (Bia East)
- Mustapha Amadu Tanko (Bia West)

- New Patriotic Party (NPP)

- Francis Asenso Boakye (Bantama)
- Francis Kwabena B Owusu-Akyaw (Juaben)
- Anim Ernest Yaw (Kumawu)
- Tweneboa Kodua Fokuo (Manso Nkwanta)
- Adelaide Ntim (Nsuta-kwamang-beposo)
- Fred Kyei Asamoah (Offinso North)
- Vicent Ekow Assafuah (Old Tafo)
- Eric Kobina Nyanteh (Abura-asebu-kwamankese)
- Lawrence Agyinsam (Hemang Lower Denkyira)
- Charles Asuako Owiredu (Abirem)
- Nana Anpaw Kwame Addo Frempong (Abuakwa North)
- Alexander Akwasi Acquah (Akim Oda)
- Osei Kennedy Nyarko (Akim Swedru)
- George Kwame Aboagye (Asene-akroso-manso)
- Laurette Korkor Asante (Atiwa West)
- Alexander Agyare (Kade)
- Kojo Oppong Nkrumah (Ofoase-ayirebi)
- Nitiwul Bingab Aduna Dominic (Bimbilla)
- Prince Hamidu Armah (Kwesimintsim)
- Iddrisu Habib (Tolon)
- Barbara Oteng Gyasi (Prestea-huni Valley)
- Gideon Boako (Tano North)
- Colonel Kwadwo Damoah (Jaman South)

- Parteilose Kandidaten (IND)

- Obeng Kwame Asare (Gomoa Central)
- Worlase Kpeli (Afram Plains North)
- Nandaya Yaw Stanley (Wulensi)